# Товарищество скоропечатни А. А. Левенсон
Товарищество скоропечатни А. А. Левенсо́н — издательство, существовавшее в Российской империи.

## История
«Типография А. А. Левенсона» открылась 31 марта 1881 года в Рахмановском переулке в доме отца основателя типографии, известного московского доктора А. Б. Левенсона. Первоначально, имея всего одну типографскую машину и ручной типографский станок, получало незначительные заказы на печать визитных карточек и коммерческих счетов. Спустя несколько лет был получен заказ на печатание газеты «Новости дня». В 1887 году, с привлечением к себе пайщиков, она превратилась в товарищество на вере «Торговый дом А. Левенсона и К°», а в 1890 году было реорганизовано в «Товарищество скоропечатни А. А. Левенсон» с капиталом 210 тысяч рублей и инвентарём, который оценивался в 102,5 тысяч рублей.
Председателем Правления Товарищества был В. А. Красовский, директором-распорядителем А. А. Левенсон, директорами — Л. А. Карзинкин и С. Н. Тихменев.
1 мая 1892 года в типографии случился пожар, который уничтожил всё имущество. Однако члены товарищества внесли дополнительные взносы и в следующем году оно имело имущество на 173 тысячи рублей и вскоре объём печатной продукции превышал допожарный.
В 1896 году товарищество выполняло заказ Министерства императорского двора к коронации Николая II и Александры Фёдоровны и было удостоено звания Поставщика Двора Его Императорского Величества. До этого, в 1895 году оно получило большую серебряную медаль Министерства финансов, а в 1896 году золотую — на выставке в Париже в память столетия литографии. В 1900 году золотая медаль за продукцию товарищества была присуждена на парижской всемирной выставке; при этом золотой медали был удостоен управляющий мастерскими, серебряной — управляющий литографией, а бронзовой — помощник управляющего литографией.

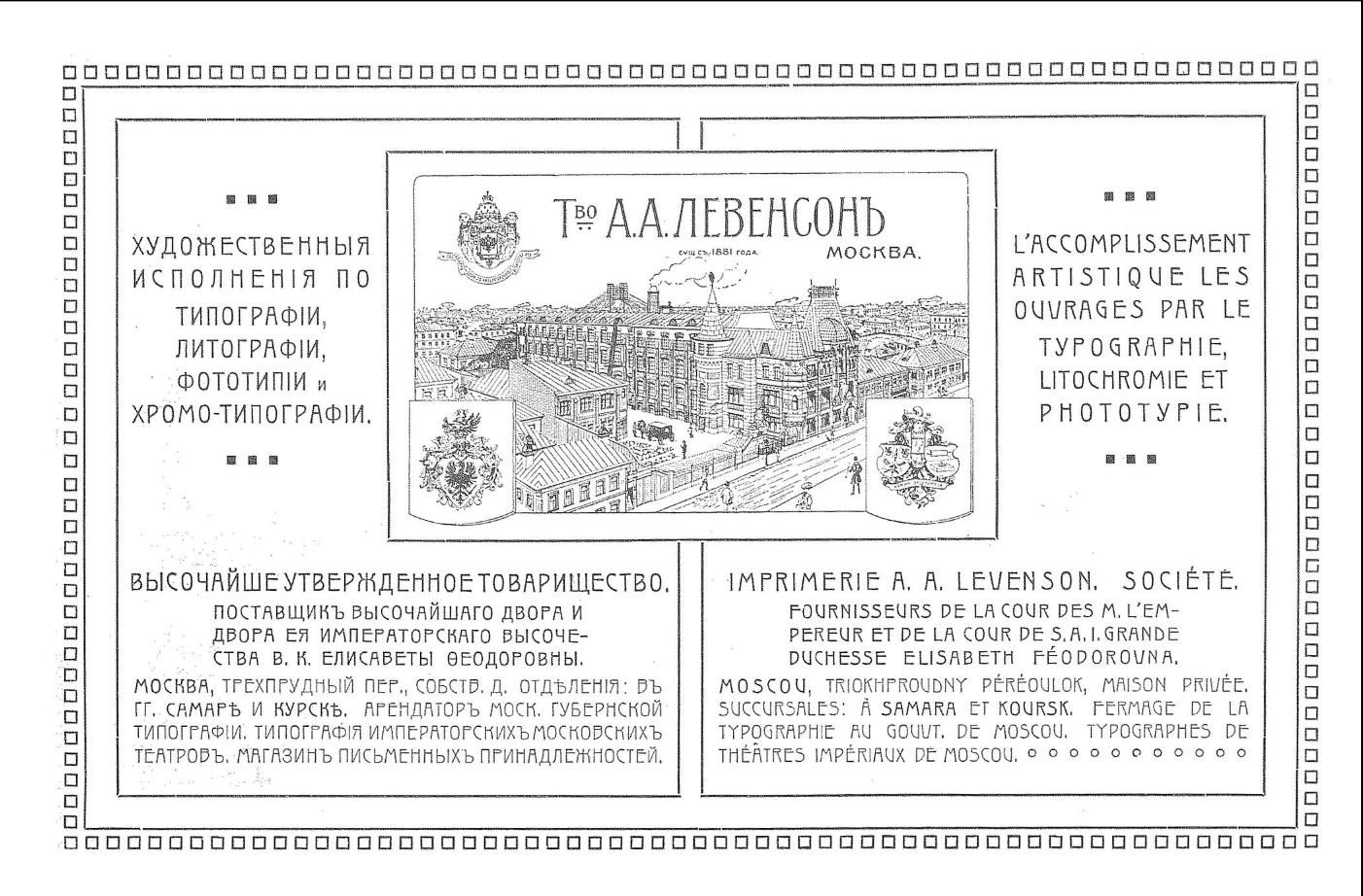
Реклама товарищества скоропечатни, 1910-е гг.

В 1900 году в Трёхпрудном переулке, на углу с Мамоновским переулком по проекту архитектора Ф. Шехтеля специально для типографии товарищества А. А. Левенсона было построено одно из самых красивых зданий Москвы. Для приёма заказов, в доме Коровина на Петровке, было открыто отделение с писчебумажным магазином.
Типография просуществовала до 1917 года, но здание сохранилось до сих пор и является объектом культурного наследия федерального значения.
Одним из пайщиков «Товарищества скоропечатни А. А. Левенсон» был И. Н. Кнебель. Здесь же печатались многие издания И. Н. Кнебеля. С 1907 года И. Н. Кнебель — заведующий книгоиздательской деятельностью товарищества. Одним из членов товарищества был Л. А. Карзинкин; Карзинкины напечатали, в том числе, книги И. А. Бунина.
В типографии Левенсона был напечатан второй поэтический сборник Марины Цветаевой «Волшебный фонарь» (1912). Сергей Эфрон и Марина Цветаева выпускали свои первые книжки в собственном, «домашнем» издательстве «Оле-Лукойе», а печатали в скоропечатне Левенсона.
В типографии Левенсона в Рахмановском переулке увидела свет первая книга Чехова, сборник рассказов «Сказки Мельпомены» (1884).
Типография специализировалась на выпуске художественных изданий, альбомов художников, программ для всех Императорских театров. А. А. Левенсон являлся и арендатором афиш. Кроме того, в течение театрального сезона типография, под редакцией самого Александра Александровича Левенсона, издавала (с 1899 года) газету под названием «Ежедневное либретто». В ней печатались в основном новости культуры, и она содержала много рекламы:

При этом наряду с такими вроде бы нейтральными призывами, как «Вставая утром, пейте какао Эйнем» и «Требуйте всюду гильзы Катыка», там была реклама конкурентов — например, издательства П. Юргенсона. Разве в наши дни можно представить, как один производитель колы рекламирует тот же напиток с другим брендом?

Жил А. А. Левенсон в особняке на Пречистенской набережной (теперь дом 35, перестроен Ф. О. Шехтелем в 1901 году), — за Домом Перцовой.
В 1917 году типография была приобретена Земгором; после Октябрьской революции — национализирована и преобразована в 16-ю государственную типографию треста «Мосполиграф». Ликвидирована в 1942 году.